# فردریک جکسون ترنر
فردریک جکسون ترنر (انگلیسی: Frederick Jackson Turner؛ زاده ۱۴ نوامبر ۱۸۶۱ درگذشته ۱۴ مارس ۱۹۳۲) مورخ و تاریخ نگار آمریکایی اوایل قرن بیستم بود که تا سال ۱۹۱۰ در دانشگاه ویسکانسین-مدیسن و پس از آن در دانشگاه هاروارد مشغول به کار بود. او دانشجویان دکترای زیادی را تربیت کرد که بعدها جایگاه برجسته ای را در زمینه ی تاریخ تصاحب کردند.
او روشهای پژوهشی بین رشته ای و کمّی را، اغلب با تمرکز بر منطقه غرب میانی ایالات متحده آمریکا بسط داد. بیشتر به خاطر مقاله اش با عنوان "مفهوم مرز در تاریخ آمریکا" شناخته می‏‌شود که "نظریهء مرزها" وی را شکل داد. او مدعی شد که جابجایی سرحدّات و مرزها به سمت غرب از دوره استعمار تا ۱۸۹۰، دموکراسی و شخصیت آمریکا را شکل داده است. او همچنین برای تئوری مرزبندی جغرافیایی اش شناخته می‌شود.